# فاتوماتا ديارا
فاتوماتا ديارا (بالفرنسية: Fatoumata Diarra)‏ هي لاعبة كرة قدم مالية، ولدت في 18 ديسمبر 1989 في باماكو في مالي. شاركت مع منتخب مالي الوطني لكرة القدم للسيدات.